# マルセロ・サラジェタ
マルセロ・ダヌービオ・サラジェタ（Marcelo Danubio Zalayeta, 1978年12月5日 - ）は、ウルグアイ・モンテビデオ出身の元同国代表サッカー選手。現役時代のポジションはFW。アフリカ系ウルグアイ人。

## 経歴
1996年にダヌービオFCでプロキャリアをスタートさせると、2年連続2桁得点を記録し、1997年のFIFAワールドユースのメンバーに選ばれる。この大会でウルグアイを準優勝に導く活躍を見せ、ユヴェントスFCに移籍。しかし、層の厚いユヴェントスFW陣の中で出場機会は得られず、1999年1月にセリエBのエンポリFC、8月にリーガ・エスパニョーラのセビージャFCへ移籍。セビージャで2年間過ごした後、ユヴェントスに復帰。2002-2003シーズンのUEFAチャンピオンズリーグ、準々決勝FCバルセロナ戦で、延長戦で決勝ゴールを決めるなどの働きをみせたが、ACペルージャに移籍。しかし、2004年、ユヴェントスの監督にファビオ・カペッロが就任すると呼び戻され、2004-2005シーズンのUEFAチャンピオンズリーグの決勝トーナメント1回戦レアル・マドリード戦、延長戦でまたもや決勝ゴールを決め、自身の評価を高めた。カルチョ・スキャンダルが発覚し、ユヴェントスがセリエBに降格した際もユヴェントスに残留したが、出場機会が少なく、2007-2008シーズンから共同保有でSSCナポリに移籍した。2009-10シーズンはボローニャFCへレンタル移籍。2010-2011シーズンはトルコのカイセリスポルへ完全移籍した。しかし、2011年3月に契約を解消。7月には古巣であるCAペニャロールへ加入した。2015年11月3日、翌年の上半期を以て現役を引退することを表明した。

## タイトル
ペニャロール
- プリメーラ・ディビシオン : 1997, 2012-13, 2015C
- リギージャ・カップ : 1997

ユヴェントス
- セリエA : 1997-98, 2001-02, 2002-03
- セリエB : 2006-07
- スーペルコッパ・イタリアーナ : 2002, 2003